# Abricotine
L'abricotine és un destil·lat d'albercoc típic del Valais. Aquest nom, per extensió, també s'utilitza arreu de s'utilitza a Suïssa per designar qualsevol tipus d'alcohol a base d'albercoc. Tot i així, l'abricotine que es produeix al Valais està protegida per una DOP.

## Història
Aquesta beguda es va crear pels volts de 1838, a la vegada que va començar al Valais la cultivació dels albercocs Luizet. Originàriament, el destil·lat era produït únicament per destil·ladors privats i taverners i no va ser fins a la dècada de 1940 que se'n van començar a fer càrrec empreses, les quals en van establir els criteris de qualitat.

## Denominació d'Origen Protegida
El 6 de gener de 2003 es va enregistrar oficialment l'abricotine al Registre Oficial de Suïssa de Denominacions d'Origen i IGP. La decisió havia estat presa ja el 17 de març de 2000 i seria modificada en dues ocasions, la primera el 27 de maig de 2014 i la segona el 7 de desembre de 2020. Aquesta DOP es pot anomenar Abricotine o Brandy d'albercoc del Valais (en francès Eau-de-vie d’abricot du Valais). Aquesta DOP estabeix que el percentatge d'alcohol ha de ser com a mínim del 40% i que ha d'estar fet d'albercocs de la varietat Luziet en un percentatge que no baixi del 90%.